# Pedanius Dioskorides
Pedanius Dioscorides, eller Pedakios Dioskorides Anazarbaios, född omkring 40 e. Kr. i Anazarbos, död omkring 90 e.Kr., var en grekisk naturforskare, med särskilt fokus på botanik och medicin.

## Biografi
Pedanius Dioskorides härstammade från Anazarbos i Kilikien och levde under första århundradet e. Kr. under Neros och Vespasianus regeringsperioder, och var samtidiga med Plinius d.ä.. Dioscorides företog vidsträckta resor i anslutning till olika romerska härtåg (han var sannolikt anställd som militärläkare), och samlade då material till sina för den tiden högst märkliga naturhistoriska, farmakologiska och medicinska arbeten. 
I sitt förnämsta verk, Peri' hyles iatrikés (utkommet 1478 första gången i latinsk översättning med titeln De materia medica, Om läkemedlen), beskriver han nästan sex hundra växter, med deras medicinska användning. Framställningens klarhet och de noggranna uppgifterna om de beskrivna örternas allmänna verkningar gjorde detta arbete under ett halvt årtusende till den mest använda, och nära nog enda, vägledningen vid undervisning i botanik och farmakognosi. En tid antog man till och med, att inga växter varken i norden eller i södern fanns kvar att upptäcka utöver dem som Dioskorides beskrivit. I Wien finns en omfattande handskrift av detta verk, med bilder av växterna, utförd år 505 e. Kr. för kejsarinnan Julia Anicias räkning. Möjligen kan Johnson-papyrusen vara del av en tidig kopia av hans skrifter.
Dioskorides anses dessutom ha författat två böcker om lätt anskaffliga och sammansatta läkemedel - ett slags praktisk "handbok i husmedicin",
vilket är ovanligt för denna tid. Två andra verk, en bok om gifter och motgifter samt tre böcker om giftiga djurs bett, har tillskrivits Dioskorides men detta stämmer troligen inte. 
Hos Dioskorides förekommer några av de första försöken till kemisk beredning av metalliska medel, beredningar, vilka ofta användes lokalt mot hudsjukdomar, men som inte intogs invärtes. Vidskepliga och "magiska" medel rekommenderas högst sällan i Dioskorides arbeten. Han var otvivelaktigt århundraden före sin tid, och han aktas ännu högt i delar av världen. 
Han bör ej förväxlas med en Dioskorides Fakas som var läkare hos Ptolemaios Auletes och Kleopatra, och som berättas ha skrivit ett verk i tjugofyra böcker över medicinska ämnen. Ej heller med Dioskorides den yngre som levde under Hadrianus' regeringstid. Denne Dioskorides d.y. utgav en upplaga av Hippokrates verk.

## Galleri
Bilder från Wienupplagan av De materia medicia

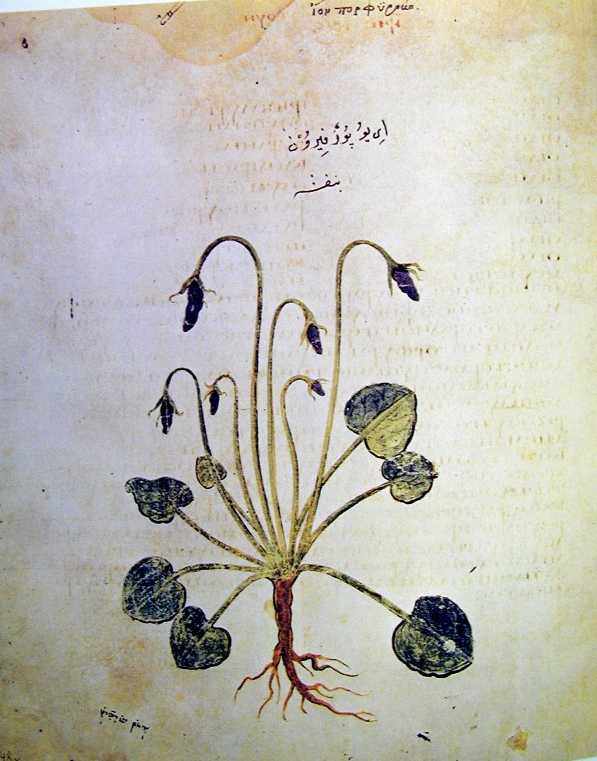
Luktviol (Viola odorata)
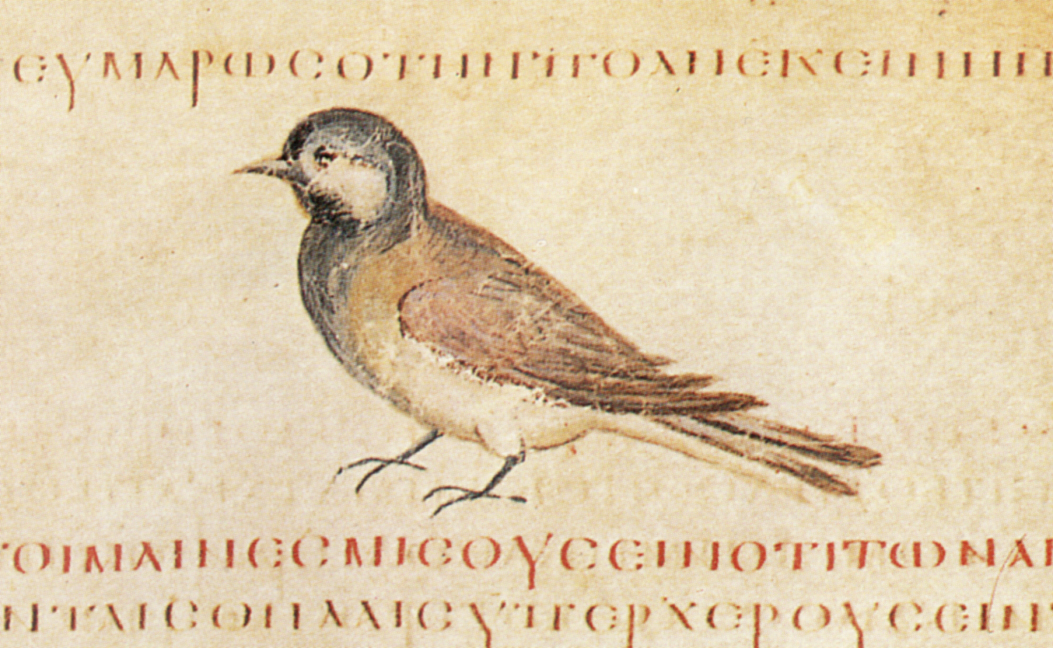
En mes, eventuellt en talgoxe.
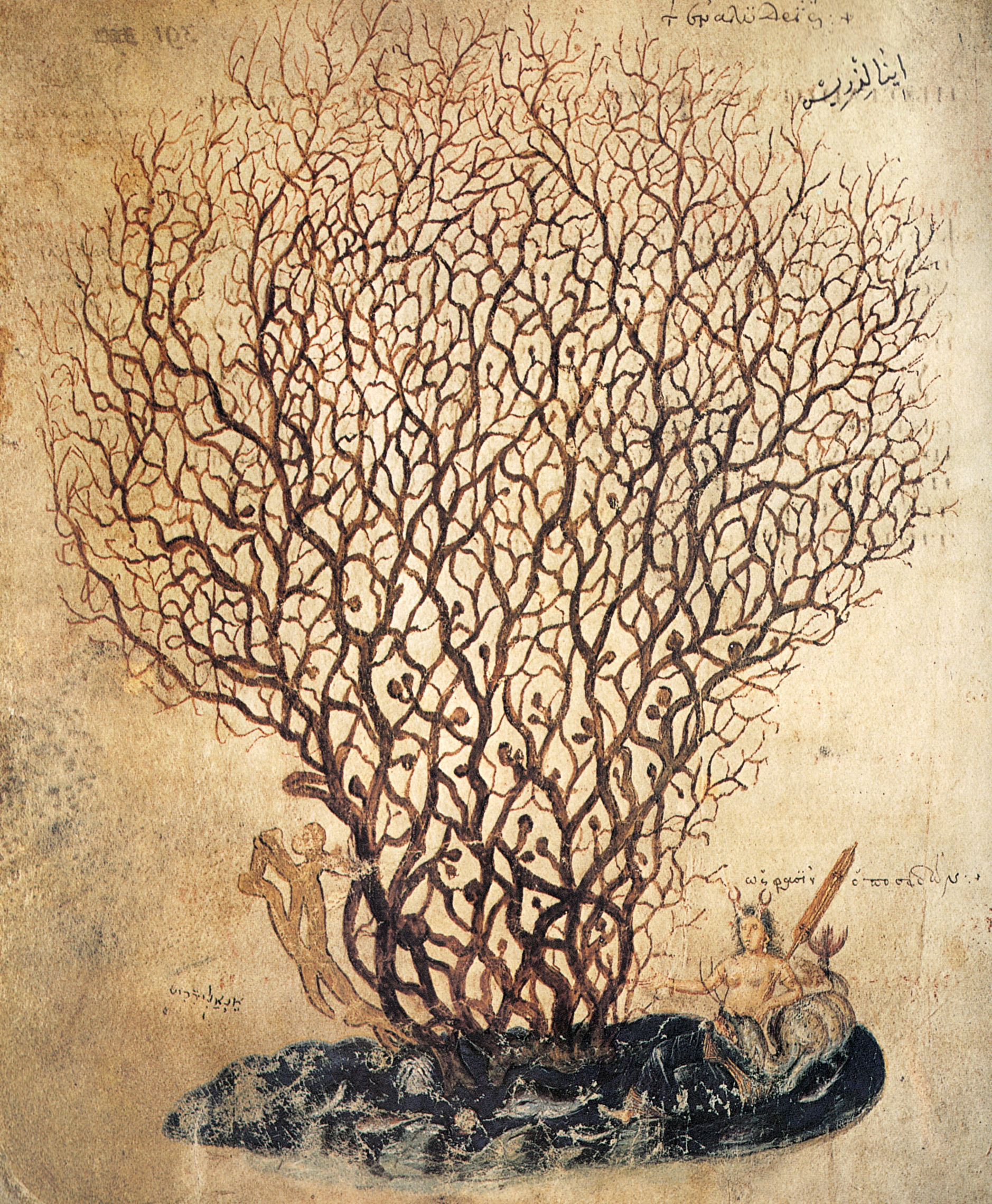
En korall.
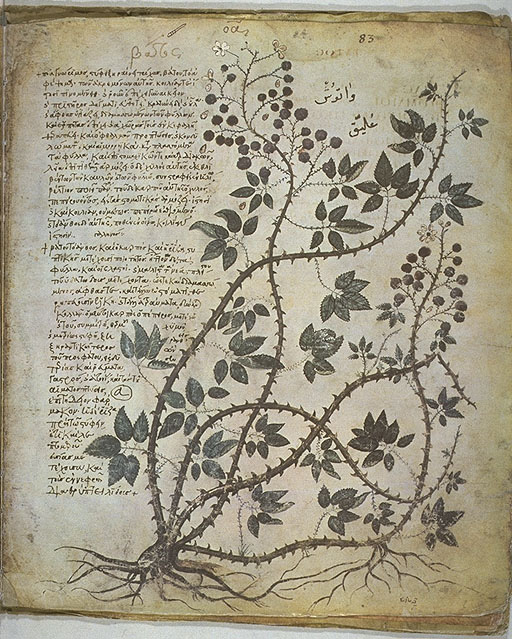
Ett björnbär.